# Stade Félix Houphouët-Boigny
Stade Félix Houphouët-Boigny er et stadion, der kan bruges til flere idrætsgrene, beliggende i Abidjan, Elfenbenskysten. Stadionet bruges mest til fodbold, men har også faciliteter til atletik. Stadionet bruges som hjemmebane af ASEC Abidjan. Det har en kapacitet på 35.000. Det er opkaldt efter den tidligere præsident, Félix Houphouët-Boigny.